# Julien Coquentin
Julien Coquentin est un auteur et photographe français né en 1976 à Saint-Côme-d'Olt dans l’Aveyron.       

## Biographie
Originaire de Saint-Côme-d'Olt, Julien Coquentin grandit dans le cœur de la campagne aveyronnaise.
Il est infirmier de formation, et se passionne pour la photographie à partir de 2007. 
En 2011, il travaille de nuit aux urgences d’un grand hôpital de Montréal. Il rapporte de cette expérience une série Tôt un dimanche matin, dont il emprunte le titre à Edward Hopper, et qui est l’objet de son premier livre photographique en 2013.
Après Paris, Lyon, Montréal, il part sur l’île de la Réunion, avec toute sa famille, sa compagne, ses deux filles et son jeune fils en 2017. Il passe deux ans à prendre des photos et rédiger des textes. Il considère que photographier et écrire sont les deux faces d’une même création. Il publie Tropiques son quatrième ouvrage en 2019.     
En 2020, il documente sur la vie des chanoines réguliers de la Mère de Dieu, une communauté monastique installée à l’Abbaye Sainte-Marie de Lagrasse, qui vit selon la règle de saint Benoît.     
Julien Coquentin vit et travaille à Lassouts dans l’Aveyron. Son travail est exposé en France et à l'étranger, et ses photographies sont diffusées par Studio Hans Lucas.

## Publications
- Tôt un dimanche matin, préface de Gilles Mora, éditions Lamaindonne, 2013
- Huit jours à New York, éditions Lamaindonne, 2014
- Saisons noires, éditions Lamaindonne, 2016
- Tropiques, éditions Lamaindonne, 2020, ouvrage finaliste du prix HiP 2020, catégorie Monographie artistique. 978-295604-886-2[7]

## Expositions
Liste non exhaustive
- 2012 : Lumières de ville, festival Phot’Aubrac, Nasbinals
- 2013 : Tôt un dimanche matin, Photofolies, Rodez[8].
- 2014 : Montréal / New York : Aller-Retour, Festival America. Vincennes.
- 2016 : Saisons noires,  Musée de La Roche-sur-Yon.
- 2017 : Saisons noires, Les Photographiques, Le Mans.
- 2017 : Saisons noires, ImagesSingulières, Sète[3].
- 2018 : La fin des paysans, Compa, Chartres.
- 2019 : Saisons noires, L’été photographique de Lectoure[6],[2].
- 2020 : Saisons noires, Château de Saix. Péronnas.

## Prix
- 2016 : Zoom de la presse photo, organisé par le Salon de la Photo[3],[9].